# تل کن ابلا ۰۳۷
تل کن ابلا ۰۳۷ در شهرستان شوشتر، روستای مهدی‌آباد واقع شده و این اثر در تاریخ ۵ آذر ۱۳۸۰ با شمارهٔ ثبت ۴۲۸۶ به‌عنوان یکی از آثار ملی ایران به ثبت رسیده است.